# Viktor Bölcsföldi
Viktor Bölcsföldi (n. 10 aprilie 1988, Székesfehérvár, Ungaria) este un fotbalist maghiar care evoluează în prezent la Ferencváros Budapesta. De-a lungul carierei a mai evoluat la FC Fehérvár dar și la Liberty Salonta.